# Agrostis setifolia
Agrostis setifolia é uma espécie de gramínea do gênero Agrostis, pertencente à família Poaceae.